# Xã Akron, Quận Wilkin, Minnesota
Xã Akron (tiếng Anh: Akron Township) là một xã thuộc quận Wilkin, tiểu bang Minnesota, Hoa Kỳ. Năm 2010, dân số của xã này là 133 người.